# Jordrøg
Jordrøg (Fumaria) er en slægt, som er udbredt i Europa, Nordafrika og Asien. Den er desuden naturaliseret i Nordamerika. Det er én- eller flerårige, urteagtige planter med spinkle, nedliggende eller opstigende stængler. Hele planten er glat, og de dobbelt fjersnitdelte blade er modsat stillede. Bladenes over- og undersider er ensartet, lyst grågrønne. Blomstringen sker i hele perioden maj-oktober, hvor man finder blomsterne samlet i løse aks fra de øverste bladhjørner. Frøene er nødder. Her omtales kun de arter, som er vildtvoksende eller naturaliserede i Danmark.
| Arter |

- Lægejordrøg (Fumaria officinalis)
- Murjordrøg (Fumaria muralis)
- Småblomstret jordrøg (Fumaria parviflora)